# カロリナ・ロドリゲス (ボクサー)
カロリナ・ロドリゲス・ソロルサ（Carolina Rodriguez Solorza、女性、1983年9月30日 - ）は、チリのプロボクサーである。サンティアゴ出身。第4代IBF女子世界バンタム級王者。

## 来歴
2010年4月30日、サンティアゴのヒムナシオ・クルブ・メヒコでデビュー戦を行い、3-0（39-38、40-39、40-36）の判定勝ちを収めデビュー戦を白星で飾った。
2013年2月22日、サンティアゴのヒムナシオCEOでダイアン・リベイロとWBA女子フェデラテンバンタム級王座決定戦を行い、3-0（79-77、80-76、79-74）の判定勝ちを収め王座獲得に成功した。
2013年8月31日、コンスティトゥシオンのエスタディオ・エンリケ・ドン・ミューレルでアナ・ロサーノとWIBA世界バンタム級王座決定戦を行い、3-0（100-90、100-90、98-92）の判定勝ちを収め王座獲得に成功した。
2013年11月1日、プエンテ・アルトのヒムナシオ・ムニシパルでナタリア・バネッサ・ロペスとノンタイトル8回戦を行い、プロ初のKO勝ちとなる5回1分56秒TKO勝ちを収めた。
2014年1月18日、エスタディオ・エンリケ・ドン・ミューレルでシモーネ・ダ・シルヴァ・ドゥアルテと対戦し、3-0（100-89、100-89、99-89）の判定勝ちを収めWIBA王座の初防衛に成功した。
2014年5月10日、メキシコ・ヌエボ・レオン州モンテレイのアレナ・ソリダリダードでIBF女子世界バンタム級王者ジェネス・ペレスと対戦し、2-0（98-92、96-94、95-95）の判定勝ちを収め王座獲得に成功した。
2014年8月9日、サンティアゴのポリデポルティーボ・エスタディオ・ナシオナルでダイアナ・コルデロと対戦し、2-1（96-95、95-98、98-92）の判定勝ちを収めIBF王座の初防衛に成功した。
2014年12月12日、プエンテ・アルトのアレナ・デ・プエンテ・アルトでジェネス・ペレスと対戦し、2-0（99-91、95-95、99-91）の判定勝ちを収め、7ヵ月ぶりの再戦を制すると共にIBF王座の2度目の防衛に成功した。
2015年8月22日、アントファガスタで元WBA女子世界スーパーフライ級王者でOPBF女子東洋太平洋バンタム級王者の天海ツナミ（アルファ）と対戦し、3-0（100-91、98-92、99-91）の判定勝ちを収めIBF王座の3度目の防衛に成功した。

## 戦績
- 15戦 15勝 1KO

## 獲得タイトル
- WBA女子フェデラテンバンタム級王座
- 第5代WIBA世界バンタム級王座（防衛1）
- 第4代IBF女子世界バンタム級王座（防衛2）